# 上羽角町
上羽角町（かみはすみちょう）は、愛知県西尾市の地名。

## 地理

### 学区
- 公立高等学校 - 三河学区
- 公立中学校 - 西尾市立東部中学校[WEB 6]
- 公立小学校 - 西尾市立三和小学校[注釈 1][WEB 6]

### 河川・池沼
- 広田川

## 歴史

### 人口の変遷
国勢調査による人口および世帯数の推移。
| 1995年（平成7年）  | 60世帯 243人 |  |
| 2000年（平成12年） | 65世帯 252人 |  |
| 2005年（平成17年） | 67世帯 247人 |  |
| 2010年（平成22年） | 70世帯 232人 |  |
| 2015年（平成27年） | 71世帯 245人 |  |
| 2020年（令和2年）  | 74世帯 239人 |  |

## 交通
- 東海道新幹線

## 施設
- デンソー西尾製作所
- 最明寺
- 羽角山古墳群弘法山支群
- 三ノ山古墳
- 上羽角町公民館
- 素盞嗚神社